# Monteana
Monteana (en asturiano y oficialmente, Montiana) es una entidad de población española de la parroquia de Fresno, perteneciente al municipio de Gijón, en la comunidad autónoma de Asturias.

## Historia
Hacia mediados del siglo XIX, el lugar ya pertenecía a Gijón. Aparece descrito en el undécimo volumen del Diccionario geográfico-estadístico-histórico de España y sus posesiones de Ultramar de Pascual Madoz con las siguientes palabras:

MONTEANA: l. en la prov. de Oviedo, ayunt. de Gijon y felig. de San Pedro de Fresno. (V.).
(Madoz, 1848, p. 536)

En 2023, la entidad singular de población, encuadrada dentro de la entidad colectiva de Fresno, tenía empadronados 518 habitantes y el núcleo de población, también 518.